# Norman Holter

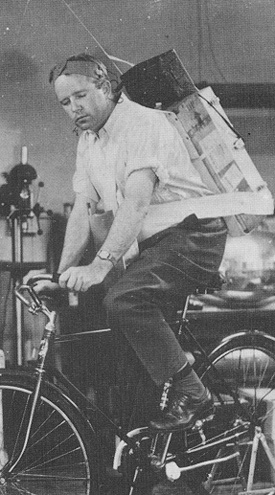
Norman Holter

Norman Jefferis (Jeff) Holter (Helena (Montana), 1 februari 1914 – aldaar, 21 juli 1983) was een Amerikaans biofysicus die bekend is geworden door de uitvinding van het naar hem genoemde holter-ecg: een apparaat om gedurende 24 uur of meer continu het hartritme in de gaten te houden. 
Holter studeerde in 1937 af aan de Universiteit van Californië - Los Angeles. Daarna behaalde hij nog mastergraden in chemie en natuurkunde en verrichtte postdoctoraal opleidingswerk aan de universiteit van Heidelberg in Duitsland, de Universiteit van Chicago, het Oak Ridge Institute of Nuclear Studies en de Medical School van de Universiteit van Oregon.
Gedurende de Tweede Wereldoorlog werkte Holter als seniornatuurkundige bij de Amerikaanse marine waar hij de karakteristieken van golven bestudeerde. In 1946 leidde hij overheidsonderzoek tijdens de kernproeven op het Bikini-atol.
Na de oorlog werkte hij voor de Atomic Energy Commission en was in 1955 en 1956 voorzitter van de Society of Nuclear Medicin. In 1964 werd Holter benoemd tot hoogleraar aan de universiteit van Californië als coördinator bij het Institute of Geophysics and Planetary Physics. In 1979 kreeg hij van de Association for the Advancement of Medical Instrumentation (AAMI) de AAMI Foundation Laufman-Greatbatch Prize voor zijn bijdragen aan de medische technologie. 
Holter was een zoon van Norman B. Holter en een kleinzoon van Anton M. Holter, beiden pioniers in de staat Montana. Meerdere plaatsen in en rond Helena dragen zijn familienaam.
- International Standard Name Identifier: 0000 0000 6374 5430
- Library of Congress Control Number: n89104095
- Nationale Bibliotheek van Tsjechië: xx0099740
- SNAC: w6s485dt
- Virtual International Authority File: 28658182
- WorldCat: E39PBJrWxqRjWgxMcC7J93tFrq